# Icelinus oculatus
Icelinus oculatus és una espècie de peix pertanyent a la família dels còtids.

## Descripció
- Fa 18 cm de llargària màxima.[5]

## Hàbitat
És un peix marí, demersal i de clima subtropical.

## Distribució geogràfica
Es troba al Pacífic oriental: Califòrnia (els Estats Units).

## Observacions
És inofensiu per als humans.